# Julien Denormandie
Julien Denormandie (Caors, 14 d'agost de 1980) és un polític francès, ministre d'Agricultura en el govern Jean Castex, anteriorment ministre de Cohesió Territorial en el Segon govern Philippe. Va treballar com a conseller especial amb el ministre de Comerç Estranger Nicole Bricq i el ministre de Finances i Economia Pierre Moscovici. Després va ser director de gabinet de la junta del ministre d'Economia Emmanuel Macron. Va deixar aquest lloc el març de 2016 per participar en la creació de La República En Marxa!, del qual es va convertir en secretari.
Denormandie va ser nomenat ministre (a França Secretari d'estat) de Cohesió Territorial el 21 de juny de 2017, i després ministre d'habitatge l'octubre 2018.

## Biografia

### Educació
Després de ser admès el 2000 a l'Agro ParisTech, Julien Denormandie va passar l'examen d'entrada a l'Escola Nacional d'Enginyeria Rural, d'Aigües i de Boscos el 2002. Després d'estudiar-hi el 2002-2004, va fer el primer any a l'ENGREF i un MBA al Collège des Ingénieurs el segon any.

### Carrera
Després de treure's el títol d'Enginyer Rural, d'Aigües i de Boscos l'1 d'octubre de 2004, va ser assignat al Ministeri d'Economia i Finances. El 2011, va ser cap de les oficines estrangeres de Turquia, els Balcans, el CEI i l'Orient Mitjà relacionat amb les relacions econòmiques bilaterals i l'Oficina de Ministeri d'hisenda.
Va tornar als gabinets ministerials, abans de ser conseller del ministre de Comerç Estranger Nicole Bricq i del ministre de Finances Pierre Moscovici el juliol de 2012, un lloc on va ser descobert pel director de Gabinet Rémy Rioux, després per Emmanuel Macron, llavors secretari general a l'Elisi (Oficina Presidencial francesa).
A l'estiu de 2014, va crear una start-up amb Ismael Emelien. L'objectiu del projecte 'era per veure com la tecnologia (a través d'aplicacions educatives) podria beneficiar aprenentatge dels primers anys', fins que Emmanuel Macron (amb qui havia treballat al Ministeri d'Economia uns anys) el va fitxar al seu costat. Es va convertir en director de gabinet el setembre de 2014. Va deixar aquest lloc el març de 2016 per participar en la creació del moviment En Marche!, del qual va ser secretari general. També va tenir un paper important en l'èxit del partit en les eleccions legislatives del mateix any.
Quan estava a punt d'incorporar-se a una incubadora d'empreses d'Axa, va ser nomenat secretari d'Estat del ministre de Cohesió Territorial Jacques Mézard, el 21 de juny de 2017, en particular encarregant-se de la política d'habitatge. El 22 de setembre de 2017, va presentar el pla d'habitatge quinquennal, incloent-hi la renovació del Dispositiu d'exempció d'impostos Pinel que havia de finalitzar el 31 de desembre, amb la creació d'un contracte de mobilitat que va d'un a 8 mesos per a persones en moviment (treballadors en formació, estudiants o treballadors joves), augmentant la creació d'habitatges socials i millorant la mobilitat en l'estoc actual i la creació de 8.000 habitatges per a joves. A la convenció anual d'habitatge social del 2017, se'l va rebre entre xiulets a causa de les retallades pressupostàries que va patir el sector.

Amb motiu de la rehabilitació ministerial del 16 d'octubre de 2018, va ser nomenat ministre delegat amb la ministra de Cohesió Territorial i Relacions amb les Autoritats Locals, Jacqueline Gourault, a càrrec de la ciutat i l'habitatge, tot i que al final d'agost de 2018 el nombre d'autoritzacions de construcció va baixar un 5% tot i que les peticions d'habitatges socials van augmentar un 10% el 2017. El 2019 va aconseguir negociar retallades pressupostàries menys severes del que s'esperava amb el Ministeri d'Economia i Finances. L'Opinion considera que ell 
| « | s'ha convertit en dos anys en un expert en el seu sector | » |

 i destaca que 
| « | "s'ha mostrat tan encantador que molts professionals, que pateixen la síndrome d'Estocolm, ni tan sols el culpen del pla de l'ajuda pública, que alenteix la construcció | » |

 A més, apareix
| « | a primera fila | » |

dels ministres preferits per Édouard Philippe sobre el tema de la implementació de la contemporaneïtat d'assistència per a l'habitatge personal (APL), ajornat per una mala gestió. Membre de la comissió nacional d'investidura de LREM per a les eleccions municipals franceses de 2020, es va retirar de l'elecció del candidat a París, tenint el suport de Benjamin Griveaux, mentre que el seu competidor Cédric Villani denuncia una comissió "parcial".
En el context de la Pandèmia Covid-19, s'oposa a la moratòria dels lloguers sol·licitats per les associacions, creient que això posaria “en dificultat a alguns propietaris”.
El 6 de juliol de 2020 va ser nomenat ministre d'Agricultura i Alimentació al govern de Jean Castex.